# Serguéi Gandlevski
Serguéi Márkovich Gandlevski (en ruso: Серге́й Ма́ркович Гандле́вский; n. en Moscú el 21 de diciembre de 1952) es un poeta, prosista, ensayista y traductor ruso. Ha sido galardonado con los premios «Antibooker», Málaya Búkerovskaya, Sévernaya Palmira, premio Apollón Grigóriev y Poeta. También ha sido miembro de los jurados de diversos premios literarios.

## Biografía
Cursó los estudios de filología rusa en la Universidad Estatal de Moscú. Ha trabajado como maestro de escuela, de guía turístico, de tramoyista y de vigilante nocturno.
En los años 70, fue uno de los fundadores y participantes del grupo de poetas «La hora de Moscú» (Московское время) junto con Alekséi Tsvetkov, Aleksandr Soprovski y Bajit Kenzhéiev, y del grupo «La conversación íntima» (Задушевная беседа) –posteriormente «El almanaque» (Альманах)– conjuntamente con Dmitri Prígov, Timur Kibírov, Lev Rubinstein y otros. Es miembro del club «Poesía».
Es publicado en Rusia desde finales de los años 80. En 1991 ingresó en la Unión de Escritores de Rusia.
En 1992-1993, fue el autor y locutor del ciclo de programas literarios «La generación» (Поколение) en Radio Rusia.
En el curso del año académico 1995-96, dirigió en la Universidad Estatal de Humanidades de Rusia un seminario sobre poesía rusa contemporánea. En 2003, pasó a ser miembro del PEN Club de Rusia.
Ha sido miembro del jurado del premio «El Decamerón Ruso» (2003), «Debut» (2004) y «Borís Sokolov» (2005).
Es colaborador de la revista «La literatura extranjera» (Иностранная литература).
Ha tomado parte en la «Marcha de los disidentes». Como manifestó Víktor Shenderóvich en una de sus entrevistas a la radio Eco de Moscú: 

«Ya he citado a mi viejo amigo, un poeta extraordinario, Serguéi Gandlevski, que a mi pregunta directa de por qué lo hace, dijo: por amor propio. ¡Le basta mirarse el rostro en un espejo para ver que si no sale… empeorará su relación consigo mismo!»

## Premios y galardones
- 1996: premio «Pequeño Booker» (Малый Букер) por el relato «La trepanación del cráneo» (Трепанация черепа)
- 1996: premio «Antibooker» (Антибукер) por el libro de poemas «La fiesta» (Праздник)
- 2002: premio «Apollón Grigóriev» (Премия Аполлона Григорьева)[3]
- 2009: premio «La cuenta moscovita» (Московский счёт) por el libro «Experiencias en verso» (Опыты в стихах)
- 2010: Premio Nacional de Rusia «Poeta» (Российская национальная премия Поэт)

## Principales publicaciones
- Relato (Рассказ), libro de poemas. Editorial El trabajador de Moscú (Moscú, 1989)
- La fiesta (Праздник), libro de poemas. Editorial Púshkinski Fond (San Petersburgo, 1995)
- La trepanación del cráneo (Трепанация черепа), relato. Editorial Púshkinski Fond (San Petersburgo, 1996)
- La cocina poética (Поэтическая кухня), libro de ensayos. Editorial Púshkinski Fond (San Petersburgo, 1998)
- Sinopsis (Конспект), poemas. Editorial Púshkinski Fond (San Petersburgo, 1999)
- 29 poemas (29 стихотворений). Editorial ANT (Novosibirsk, 2000)
- El orden de las palabras (Порядок слов), recopilación de los poemas «La fiesta», obra «La lectura», ensayos «La cocina poética», relato «La trepanación del cráneo» y poemas de 1995 a 1999. Editorial Factoría U (Ekaterimburgo, 2000)
- Encontrar al cazador (Найти охотника), libro de poemas. Editorial Púshkinski Fond (San Petersburgo, 2002)

- Experiencias en prosa (Опыты в прозе): relato «La trepanación del cráneo», novela «NRZB», ensayo «Cuestión de gustos» y otros. Editorial Sájarov (Moscú, 2007)

- Experiencias en verso (Опыты в стихах). Editorial Sájarov (Moscú, 2008)